# Rochester Americans
Die Rochester Americans sind ein Eishockeyteam in der American Hockey League. Ihre Spielstätte ist die Blue Cross Arena at the War Memorial in Rochester, die 11000 Zuschauern Platz bietet. Das Logo des Teams besteht aus einem Schild in den Nationalfarben der USA mit dem Schriftzug Americans in Schreibschrift.

## Geschichte
Die Rochester Americans, die kurz nur „Amerks“ genannt werden, sind das zweitälteste kontinuierliche Team der AHL, lediglich die Hershey Bears haben mehr Jahre in dieser Liga verbracht als das Team aus Rochester, das heute als Farmteam der Buffalo Sabres fungiert. Ursprünglich waren die Rochester Amerks als Farmteam der kanadischen Canadiens de Montréal gegründet worden, wodurch sich auch die Namensgebung erklären lässt, da Rochester in den USA liegt. Die Montreal Canadiens waren am 25. September 1956 auch der allererste Gegner der Amerks, die am 14. Oktober 1956 vor 6.303 Fans ihr erstes Ligaheimspiel gegen die mittlerweile nicht mehr existierenden Cleveland Barons austrugen (Endstand 2:2). Neben der Kooperation mit den Canadiens existierte auch ein Vertrag mit den Toronto Maple Leafs und den Florida Panthers.

### Frühzeit

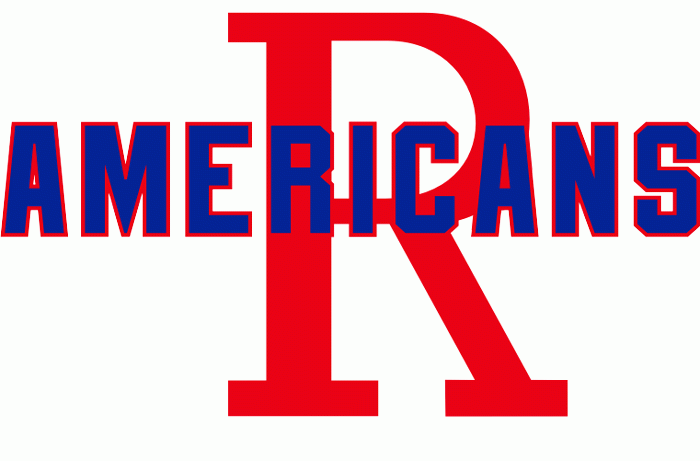
Logo der Amerks 1956

Die erste AHL-Spielzeit in der Geschichte der Americans beendete das Team unter Trainer Billy Reay auf dem dritten Platz der Tabelle und traf in der ersten Runde der Play-offs auf die Providence Reds. Aufgrund guter Torwartleistungen von Bobby Perreault erreichten die Amerks schließlich das Finale um den Calder Cup, das sie gegen die Cleveland Barons verloren. Erst 1959 erreichten die Amerks wieder ein Finale, als sie gegen die Buffalo Bisons in fünf Spielen verloren. Führungsspieler dieser Zeit war die sogenannte „WHAM“-Reihe mit Center Rudy Migay, linkem Flügelspieler Gary Aldcorn und rechten Außenstürmer Bill Hicke. Migay und Hicke wurden später beide als MVP der AHL-Saison 1958/59 ausgezeichnet, während Hicke zusätzlich zum „Rookie des Jahres“ gewählt wurde.
Ein Jahr später lagen die Amerks in der Serie gegen die Barons schon mit 3:0 Spielen zurück, gewannen die Serie jedoch noch und zogen in das Finale um den Calder Cup ein. Dort verloren sie jedoch in fünf Spielen gegen die von Eddie Shore trainierten Springfield Indians. Nachdem die Amerks in der Spielzeit 1960/61 die Playoffs verpasst hatten, beendeten die Canadiens ihre Zusammenarbeit mit Rochester, so dass nur die Maple Leafs als Partnerklub blieben. In den folgenden Jahren erreichten die Amerks die Play-offs zwar regelmäßig, konnten aber nie in den Kampf um den Titel eingreifen. Vor der Saison 1963/64 wurde der ehemalige Spieler der Americans, Joe Crozier, als neuer Trainer und General Manager vorgestellt. Unter Crozier gewannen die Amerks den Calder Cup 1964/65, 1965/66, 1967/68 und erreichten auch 1967 das Finale – damit sind sie das einzige Team in der Geschichte der AHL, das in vier aufeinanderfolgenden Jahren das Playoff-Finale erreicht hat. Bekannte Spieler dieser Ära waren unter anderem Bronco Horvath, Gerry Cheevers, Bobby Perreault, Al Arbour, Darryl Sly, Norm Armstrong, Duane Rupp, Wally Boyer, Dick Gamble, Stan Smrke, Jim Pappin, Don Cherry, Gerry Ehman und Mike Walton.

### Expansionszeit
Im Rahmen der Aufstockung der National Hockey League von sechs auf zwölf Teams verließen viele Leistungsträger 1967 Rochester. Arbour (St. Louis), Ehman (Oakland), Boyer (Oakland), Horvath (Minnesota) und Rupp (Pittsburgh) wurden von den neuen NHL-Teams gedraftet, während Pappin und Walton in den Kader der Maple Leafs berufen wurden. Folgerichtig begann die Saison 1967/68 mit vielen Niederlagen, so dass sich die Mannschaft kurz vor Weihnachten auf dem letzten Tabellenplatz befand. Um dieser Situation zu begegnen, handelte Crozier einen Spielertausch mit den Minnesota North Stars aus. Im Tausch gegen Jean-Paul Parisé und Milan Marcetta erhielten die Amerks Ted Taylor, Len Lunde, George „Duke“ Harris, Murray Hall, Don Johns und die Rechte an Bronco Horvath. Ab diesem Zeitpunkt siegten die Amerks wieder und Mitte März 1968 standen sie wieder auf Platz eins. Nachdem sie die reguläre Saison gewonnen hatten, besiegten sie die Hershey Bears mit 4:1 im Halbfinals und die Quebec Aces mit 4:2 im Playoff-Finale. Das letzte Spiel der Serie gewannen die Amerks mit 4–2 vor 11711 Zuschauern im Quebec Coliseum.

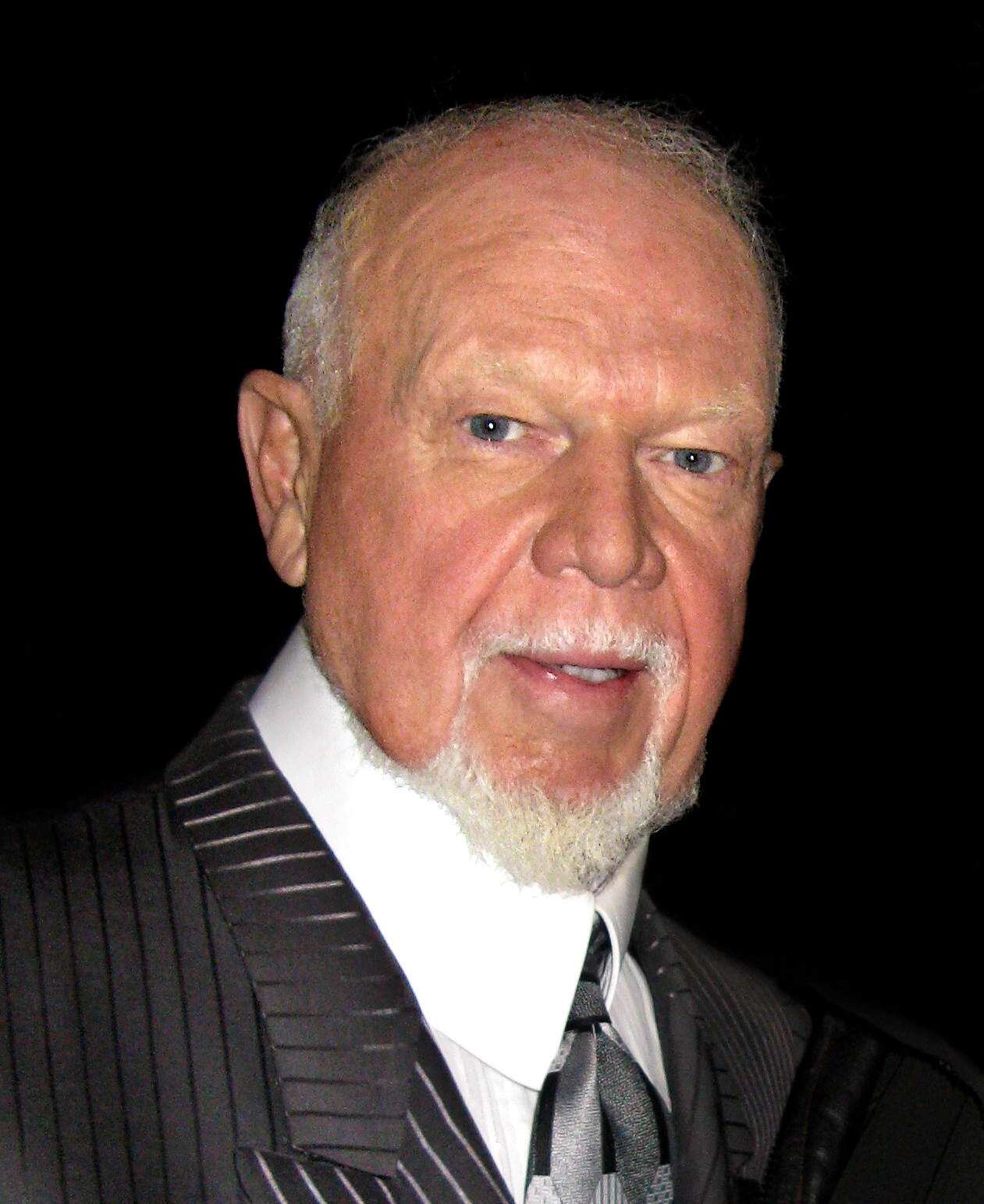
Don Cherry, Trainer Anfang der 1970er Jahre

Im Sommer 1968 wurden die Americans an das Franchise der Vancouver Canucks verkauft, das später an der National Hockey League teilnahm. Zu diesem Zeitpunkt spielten die Canucks jedoch noch in der Western Hockey League und beriefen die Leistungsträger der Amerks in deren Kader, so dass diese in den folgenden Jahren den letzten Platz der Tabelle einnahmen. Aufgrund dieses Misserfolgs wurden die Amerks 1972 an eine Investorengruppe aus Rochester verkauft, die den ehemaligen Verteidiger der Amerks, Don Cherry zum Trainer und General Manager des Teams machten. Mit der Unabhängigkeit kehrte auch der Erfolg zurück, das Team erreichte in den folgenden zwei Jahren die Play-offs und gewann die reguläre Saison 1973/74. 1974 wurde eine Kooperation mit den Boston Bruins ins Leben gerufen, die daraufhin Don Cherry als Cheftrainer verpflichteten.

### Zeit der Erfolge
1980 wurden die Amerks zum alleinigen Farmteam der Buffalo Sabres, die ihre Nachwuchsspieler in Rochester ausbilden ließen. In den 1980er Jahren erreichten die Amerks regelmäßig die Playoffs und gewannen sowohl 1982/83, als auch 1986/87 den Calder Cup. Zu Beginn der 1980er Jahre prägte Trainer Mike Keenan das Spiel der Amerks, für den die Americans das erste Profiteam war, das er betreute. Später wurde er Cheftrainer mehrerer NHL-Franchises. Nachdem zwischenzeitlich Joe Crozier an die Bande der Amerks zurückgekehrt war, wurde 1985 John Van Boxmeer als neuer Trainer vorgestellt. Unter Van Boxmeer erreichte das Team insgesamt dreimal das Finale um den Calder Cup und gewann diesen 1987. Leistungsträger der Meistermannschaft und der Jahre davor waren Jody Gage und Geordie Robertson (die noch heute viele Rekorde der Americans halten), Gaetano Orlando, Jim Jackson, J.F. Sauve, Bob Mongrain, Mike Donnelly und Donald Audette. Van Boxmeer blieb bis 1995 in Rochester, bevor er nach Los Angeles wechselte.
In den folgenden Jahren erreichte das Team immer die Playoffs und gewann unter John Tortorella 1996 einen weiteren Calder Cup. Ab 1997 wurde Trainer Brian McCutcheon zum Erfolgsgaranten der Americans, mit denen er in den späten 1990er Jahren einen prozentualen Sieganteil von größer 65 % erreichte und zweimal bis ins Playoff-Finale vor vorstieß. Zu den erfolgreichsten Spielern dieser Zeit gehörten Domenico Pittis, Denis Hamel, François Méthot, Jeremy Adduono sowie die Torhüter Mika Noronen und Martin Biron.

### Seit 2000

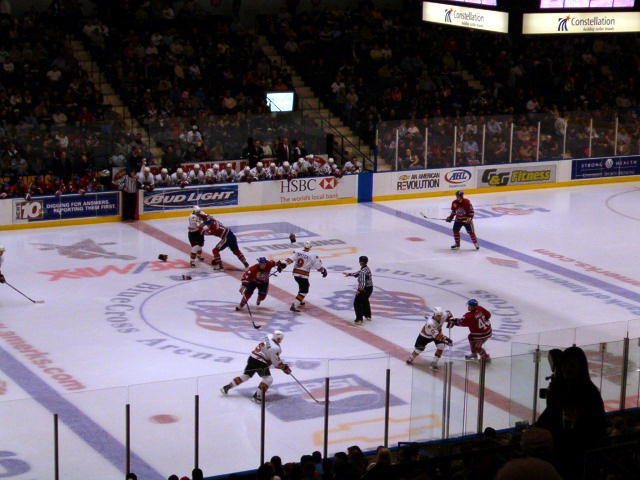
Bully beim Spiel der Amerks gegen die Binghamton Senators, Januar 2005

Im Sommer 2000 wurde Randy Cunneyworth als neuer Trainer vorgestellt, der seither das Spiel der Amerks prägt. Im November 2003 fand das erste NHL-Spiel in Rochester statt, als sich die Sabres und die New Jersey Devils gegenüberstanden. In der Spielzeit 2003/04 erreichten die Americans das Finale der Western Conference, in dem sie sich den Milwaukee Admirals mit 4:1 geschlagen geben mussten.
2005 wurde neben der Kooperation mit den Sabres ein weiterer Partner für die Amerks gewonnen, die Florida Panthers. Damit stand den Americans eine große Anzahl von hoffnungsvollen Talenten zur Verfügung, die auf einem hohen Level spielten und damit in ihrer Entwicklung stark gefördert wurden. Viele Amerks-Spieler der frühen 2000er Jahre spielen heute in der NHL, unter ihnen Jason Pominville, Daniel Paille, Paul Gaustad, Ryan Miller, Chris Thorburn, Doug Janik und Kamil Kreps.
2007 wurde bekannt, dass nach der Spielzeit 2007/08 der Kooperationsvertrag zwischen den Buffalo Sabres und den Rochester Americans nicht mehr verlängert werden würde. Als Gründe für diesen Schritt wurden die finanzielle Lage der Amerks und die Doppel-Kooperation mit den Panthers angegeben. Am 6. Mai 2008 wurde der Verkauf des Amerks-Franchises an Curt Styres durch das Management der American Hockey League genehmigt. Im Juni 2008 gaben die Sabres bekannt, dass sie mit den Portland Pirates ein neues Farmteam gefunden hatten. Damit endete die 28-jährige Zusammenarbeit der beiden Clubs. Drei Jahre später erwarben die Buffalo Sabres um Besitzer Terrence Pegula die Amerks und erklärten gleichzeitig die Wiederaufnahme der Kooperation zwischen den beiden Franchises. Am 24. Juni 2011 wurde der Verkauf an die Sabres von der American Hockey League Board of Governors einstimmig genehmigt.

## Heimspielstätte

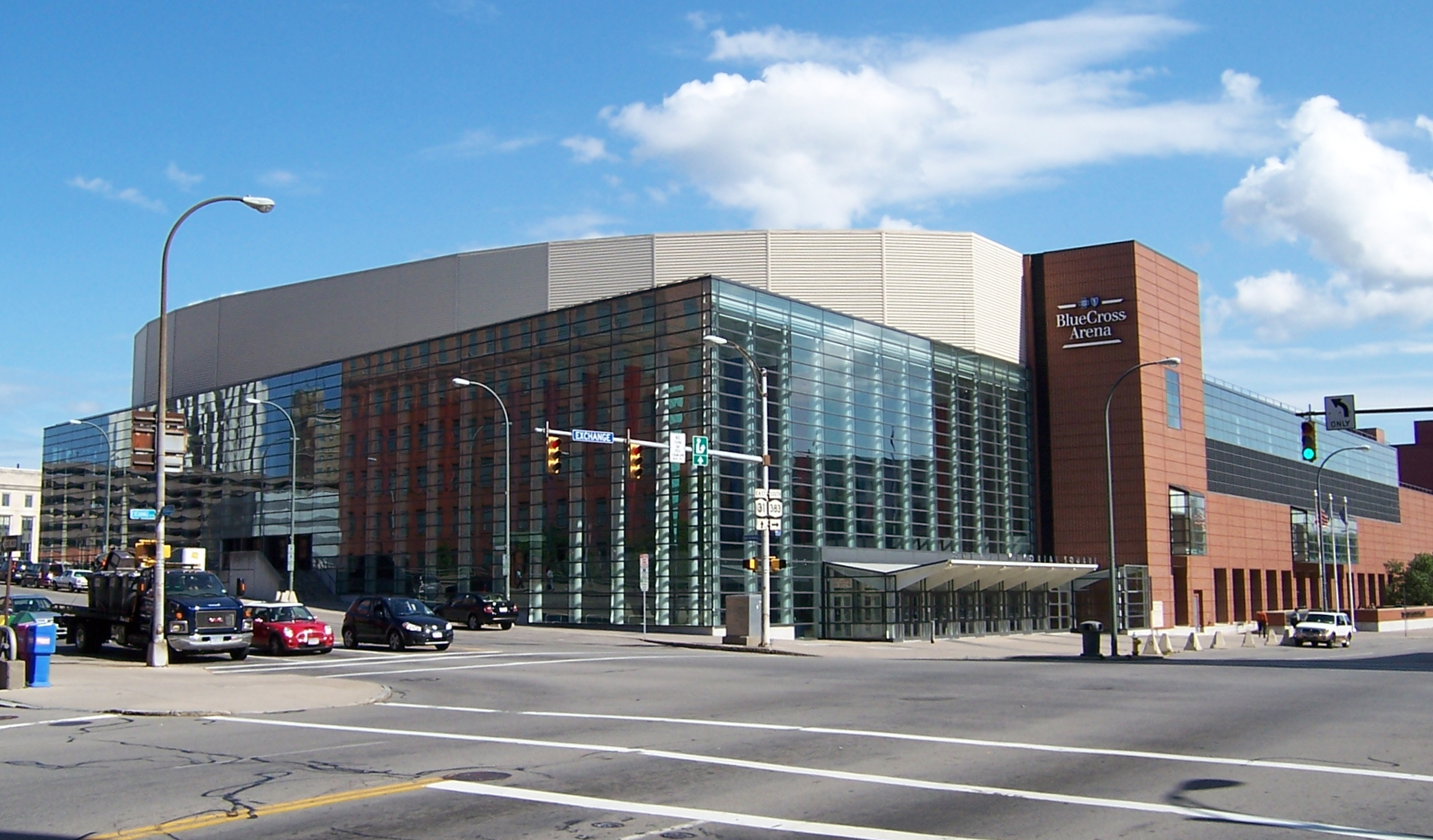
Die Blue Cross Arena in Rochester

Die Rochester Americans spielen seit ihrer Gründung 1956 in der Blue Cross Arena, die bei Eishockeyspielen 11215 Zuschauer fasst. Eine Ausnahme stellt die Saison 1965/66 dar, als die Amerks für die letzten zehn Saisonspiele und die Playoffs in den Maple Leaf Gardens in Toronto auswichen, da in der Blue Cross Arena der American Bowling Congress durchgeführt wurde. Heute teilen sich die Americans die Arena mit den Rochester Knighthawks, einer Hallenlacrossemannschaft, und den Rochester Razorsharks, einer Basketballmannschaft.

## Auszeichnungen und Erfolge
In der Geschichte des Franchise konnten bisher sechs Calder Cups und 14 Divisionstitel gewonnen werden.
| Calder Cup - 1965, 1966, 1968, 1983, 1987 und 1996 Divisionstitel - 1964/65, 1965/66, 1967/68, 1973/74, 1977/78, 1982/83, 1986/87, 1989/90, 1990/91, 1996/97, 1998/99, 1999/00, 2000/01 und 2004/05 Robert W. Clarke Trophy - 1999/00, 1998/99, 1995/96, 1992/93, 1991/92, 1990/91 und 1989/90 Macgregor Kilpatrick Trophy - 2004/05 Frank S. Mathers Trophy - 2000/01 | Norman R. „Bud“ Poile Trophy - 2004/05 F. G. „Teddy“ Oke Trophy - 1973/74 Sam Pollock Trophy - 2004/05 John D. Chick Trophy - 1999/2000, 1998/99, 1996/97, 1990/91, 1989/90, 1986/87, 1982/83, 1977/78, 1967/68, 1965/66 und 1964/65 |

Zudem gewannen Angehörige des Franchises im Laufe der Geschichte viele persönliche Auszeichnungen und Trophäen der American Hockey League.
| Aldege „Baz“ Bastien Memorial Award - 2005 Ryan Miller - 1999 Martin Biron Dudley „Red“ Garrett Memorial Award - 2000 Mika Noronen - 1990 Donald Audette - 1984 Claude Verret - 1969 Ron Ward - 1966 Mike Walton - 1959 Bill Hicke Eddie Shore Award - 1964/65 Al Arbour - 1958/59 Steve Kraftcheck Fred T. Hunt Memorial Award - 2005 Chris Taylor - 2000 Randy Cunneyworth - 1998 Craig Charron Harry „Hap“ Holmes Memorial Award - 2001 Mika Noronen und Tom Askey - 1999 Martin Biron und Tom Draper - 1992 David Littman - 1991 David Littman und Darcy Wakaluk - 1968 Bobby Perreault - 1965 Gerry Cheevers - 1960 Ed Chadwick | Jack A. Butterfield Trophy - 1996 Dixon Ward - 1987 David Fenyves John B. Sollenberger Trophy - 1998/99 Domenico Pittis - 1985/86 Paul Gardner - 1977/78 Rick Adduono - 1974/75 Doug Gibson - 1965/66 Dick Gamble - 1963/64 Gerry Ehman - 1958/59 Bill Hicke Les Cunningham Award - 1986 Paul Gardner - 1984 Mal Davis - 1977 Doug Gibson - 1975 Doug Gibson - 1974 Art Stratton - 1966 Dick Gamble - 1959 Bill Hicke & Rudy Migay Louis A. R. Pieri Memorial Award - 2005 Randy Cunneyworth - 1991 Don Lever - 1974 Don Cherry James C. Hendy Memorial Award - 1998/99 Jody Gage - 1995/96 Steve Donner |

## Vereinsrekorde

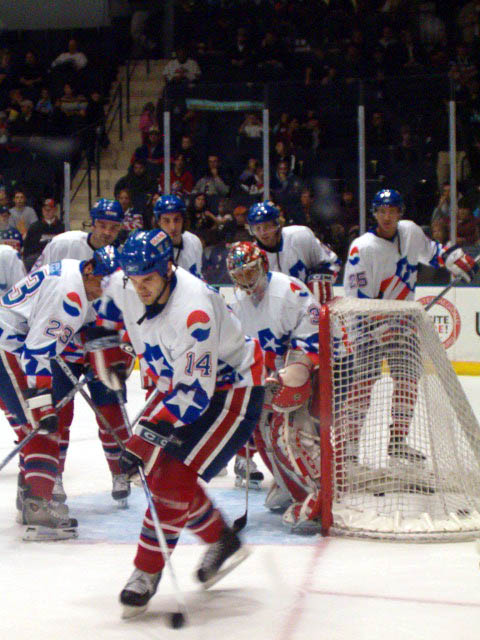
Spieler der Amerks, März 2005

### Karriere
```
Stand: Saisonende 2009/10
[
4
]
```

|                           | Name             | Anzahl          |
| Meiste Spiele             | Jody Gage        | 653 (1985–1996) |
| Meiste Tore               | Jody Gage        | 351             |
| Meiste Vorlagen           | Jody Gage        | 377             |
| Meiste Punkte             | Jody Gage        | 728             |
| Meiste Strafminuten       | Scott Metcalfe   | 1424            |
| Meiste Siege als Torhüter | Jacques Cloutier | 96              |
| Meiste Shutouts           | Bobby Perreault  | 16              |

### Saison
```
Stand: Saisonende 2009/10
[
4
]
```

|                        | Name              | Anzahl                      | Saison  |
| Meiste Tore            | Paul Gardner      | 61                          | 1985/86 |
| Meiste Vorlagen        | Geordie Robertson | 73                          | 1982/83 |
| Meiste Punkte          | Geordie Robertson | 119 (46 Tore + 73 Vorlagen) | 1982/83 |
| Meiste Strafminuten    | Rob Ray           | 446                         | 1988/89 |
| Bester Gegentorschnitt | Martin Biron      | 2.07                        | 1998/99 |
| Beste Save Percentage  | Martin Biron      | 93 %                        | 1998/99 |

## Saisonstatistik
Abkürzungen: GP = Spiele, W = Siege, L = Niederlagen, T = Unentschieden, OTL = Niederlagen nach Overtime SOL = Niederlagen nach Shootout, Pts = Punkte, GF = Erzielte Tore, GA = Gegentore
| Saison  | GP | W  | L  | T  | OTL | SOL | GF  | GA  | Pts | Platz           | Playoffs                 |
| 2014/15 | 76 | 29 | 41 | -- | 5   | 1   | 209 | 251 | 64  | 5. North        | Play-offs verpasst       |
| 2013/14 | 76 | 37 | 28 | -- | 6   | 5   | 216 | 217 | 85  | 2. North        | Conference Viertelfinale |
| 2012/13 | 76 | 43 | 29 | -- | 3   | 1   | 234 | 209 | 90  | 2. North        | Conference Viertelfinale |
| 2011/12 | 76 | 36 | 26 | -- | 10  | 4   | 224 | 221 | 86  | 2. North        | Division Halbfinale      |
| 2010/11 | 80 | 31 | 39 | -- | 5   | 5   | 218 | 266 | 72  | 7. North        | Play-offs verpasst       |
| 2009/10 | 80 | 44 | 33 | -- | 2   | 1   | 253 | 247 | 91  | 2. North        | Division Halbfinale      |
| 2008/09 | 80 | 29 | 43 | -- | 0   | 8   | 184 | 259 | 66  | 7. North        | Play-offs verpasst       |
| 2007/08 | 80 | 24 | 46 | -- | 6   | 4   | 197 | 291 | 58  | 7. North        | Play-offs verpasst       |
| 2006/07 | 80 | 48 | 30 | -- | 1   | 1   | 269 | 250 | 98  | 2. North        | Division Halbfinale      |
| 2005/06 | 80 | 37 | 39 | -- | 2   | 2   | 261 | 270 | 78  | 5. North        | Play-offs verpasst       |
| 2004/05 | 80 | 51 | 19 | -- | 6   | 4   | 243 | 208 | 112 | 1. North        | Division Finale          |
| 2003/04 | 80 | 37 | 28 | 10 | 5   | --  | 207 | 188 | 89  | 3. North        | Conference Finale        |
| 2002/03 | 80 | 31 | 30 | 14 | 5   | --  | 219 | 221 | 81  | 2. Central      | Qualifikationsrunde      |
| 2001/02 | 80 | 32 | 30 | 15 | 3   | --  | 206 | 211 | 82  | 2. Central      | Qualifikationsrunde      |
| 2000/01 | 80 | 46 | 22 | 9  | 3   | --  | 224 | 192 | 104 | 1. Mid-Atlantic | Conference Viertelfinale |
| 1999/00 | 80 | 46 | 22 | 9  | 3   | --  | 247 | 201 | 104 | 1. Empire       | Calder Cup Finale        |
| 1998/99 | 80 | 52 | 21 | 6  | 1   | --  | 287 | 176 | 111 | 1. Empire       | Calder Cup Finale        |
| 1997/98 | 80 | 30 | 38 | 12 | 0   | --  | 238 | 260 | 72  | Last, Empire    | Runde 1                  |
| 1996/97 | 80 | 40 | 30 | 9  | 1   | --  | 298 | 257 | 90  | 1. Empire State | Runde 2                  |
| 1995/96 | 80 | 37 | 34 | 5  | 4   | --  | 294 | 297 | 83  | 3. Central      | Calder Cup               |
| 1994/95 | 80 | 35 | 38 | 7  | --  | --  | 333 | 304 | 77  | 4. Southern     | Runde 1                  |
| 1993/94 | 80 | 31 | 34 | 15 | --  | --  | 277 | 300 | 77  | 4. Southern     | Runde 1                  |
| 1992/93 | 80 | 40 | 33 | 7  | --  | --  | 348 | 332 | 87  | 2. Southern     | Finale                   |
| 1991/92 | 80 | 37 | 31 | 12 | --  | --  | 292 | 248 | 86  | 2. Southern     | Runde 3                  |
| 1990/91 | 80 | 45 | 26 | 9  | --  | --  | 326 | 253 | 99  | 1. Southern     | Finale                   |
| 1989/90 | 80 | 43 | 28 | 9  | --  | --  | 337 | 286 | 95  | 1. Southern     | Finale                   |
| 1988/89 | 80 | 38 | 37 | 5  | --  | --  | 305 | 302 | 81  | 5. Southern     | --                       |
| 1987/88 | 80 | 46 | 26 | 7  | 1   | --  | 328 | 272 | 100 | 2. Southern     | Runde 1                  |
| 1986/87 | 80 | 47 | 26 | 0  | 7   | --  | 315 | 263 | 101 | 1. Southern     | Calder Cup               |
| 1985/86 | 80 | 34 | 39 | 7  | --  | --  | 320 | 337 | 75  | 6. Southern     | --                       |
| 1984/85 | 80 | 40 | 27 | 13 | --  | --  | 333 | 301 | 93  | 3. Southern     | Runde 1                  |
| 1983/84 | 80 | 46 | 32 | 2  | --  | --  | 363 | 300 | 94  | 2. Southern     | Finale                   |
| 1982/83 | 80 | 46 | 25 | 9  | --  | --  | 389 | 325 | 101 | 1. Southern     | Calder Cup               |
| 1981/82 | 80 | 40 | 31 | 9  | --  | --  | 325 | 286 | 89  | 2. Southern     | Runde 2                  |
| 1980/81 | 80 | 30 | 42 | 8  | --  | --  | 295 | 316 | 68  | Last, Southern  | Play-offs verpasst       |
| 1979/80 | 80 | 28 | 42 | 12 | --  | --  | 260 | 327 | 66  | 4. Southern     | Runde 1                  |
| 1978/79 | 80 | 26 | 42 | 12 | --  | --  | 289 | 349 | 64  | 4. Southern     | Play-offs verpasst       |
| 1977/78 | 81 | 43 | 31 | 7  | --  | --  | 332 | 296 | 93  | 1. Southern     | Runde 2                  |
| 1976/77 | 80 | 42 | 33 | 5  | --  | --  | 320 | 273 | 89  | 3.              | Finale                   |
| 1975/76 | 76 | 42 | 25 | 9  | --  | --  | 304 | 243 | 93  | 2. Northern     | Runde 2                  |
| 1974/75 | 76 | 42 | 25 | 9  | --  | --  | 317 | 243 | 93  | 2. Northern     | Runde 2                  |
| 1973/74 | 76 | 42 | 21 | 13 | --  | --  | 296 | 248 | 97  | 1. Northern     | Runde 1                  |
| 1972/73 | 76 | 33 | 31 | 12 | --  | --  | 239 | 276 | 78  | 3. Eastern      | Runde 1                  |
| 1971/72 | 76 | 28 | 38 | 10 | --  | --  | 242 | 311 | 66  | Last, Eastern   | Play-offs verpasst       |
| 1970/71 | 72 | 25 | 36 | 11 | --  | --  | 222 | 248 | 61  | Last, Western   | Play-offs verpasst       |
| 1969/70 | 72 | 18 | 38 | 16 | --  | --  | 253 | 315 | 52  | Last, Western   | Play-offs verpasst       |
| 1968/69 | 74 | 25 | 38 | 11 | --  | --  | 237 | 295 | 61  | Last, Western   | Play-offs verpasst       |
| 1967/68 | 72 | 38 | 25 | 9  | --  | --  | 273 | 233 | 85  | 1. Western      | Calder Cup               |
| 1966/67 | 72 | 38 | 25 | 9  | --  | --  | 300 | 223 | 85  | 2. Western      | Finale                   |
| 1965/66 | 72 | 46 | 21 | 5  | --  | --  | 288 | 221 | 97  | 1. Western      | Calder Cup               |
| 1964/65 | 72 | 48 | 21 | 3  | --  | --  | 310 | 199 | 99  | 1. Western      | Calder Cup               |
| 1963/64 | 72 | 40 | 30 | 2  | --  | --  | 256 | 223 | 82  | 2. Western      | Runde 1                  |
| 1962/63 | 72 | 24 | 39 | 9  | --  | --  | 241 | 270 | 57  | 3. Western      | Runde 1                  |
| 1961/62 | 70 | 33 | 31 | 6  | --  | --  | 234 | 240 | 72  | 3. Western      | Runde 1                  |
| 1960/61 | 72 | 32 | 36 | 4  | --  | --  | 261 | 244 | 68  | 5.              | Play-offs verpasst       |
| 1959/60 | 72 | 40 | 27 | 5  | --  | --  | 285 | 211 | 85  | 2.              | Finale                   |
| 1958/59 | 70 | 34 | 31 | 5  | --  | --  | 242 | 209 | 73  | 3.              | Runde 1                  |
| 1957/58 | 70 | 29 | 35 | 6  | --  | --  | 205 | 242 | 64  | 5.              | Play-offs verpasst       |
| 1956/57 | 64 | 34 | 25 | 5  | --  | --  | 224 | 199 | 73  | 3.              | Finale                   |

## Spieler und Trainer

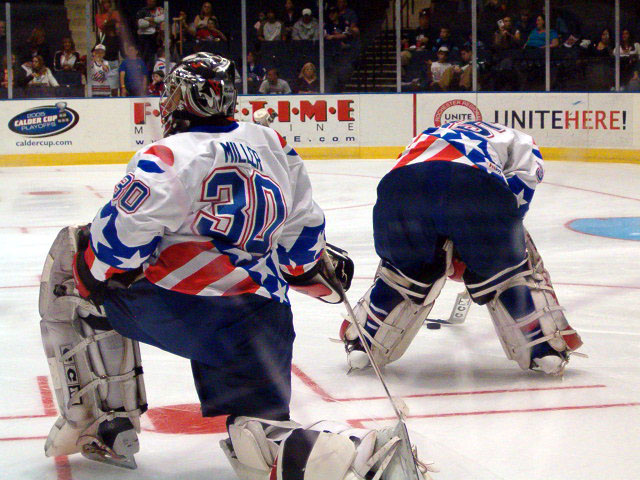
Ryan Miller und Tom Askey, April 2005

### Bekannte ehemalige Spieler
- Rudy Migay
- Gary Aldcorn
- Bill Hicke
- Bronco Horvath
- Gerry Cheevers
- Norman „Red“ Armstrong
- Bob Perreault
- Al Arbour
- Darryl Sly
- Duane Rupp
- Wally Boyer
- François Méthot
- Dick Gamble
- Stan Smrke
- Jim Pappin
- Gaetano Orlando
- Don Cherry
- Gerry Ehman
- Jason Pominville
- Paul Gaustad
- Rick Adduono
- Jeremy Adduono
- Domenico Pittis
- Shayne Wright
- Anthony Peters
- Jason Holland
- Ryan Miller
- Randy Moller
- Jean-Luc Grand-Pierre
- Brian Campbell
- Mika Noronen
- Daniel Paille
- Jaroslav Kristek
- Thomas Vanek
- Mike York
- Sean O’Donnell
- David Poile

### Trainer
| Zeitraum  | Trainer          |
| --------- | ---------------- |
| 1956–1957 | Billy Reay       |
| 1957–1958 | Rollie McLenahan |
| 1958–1960 | Steve Kraftcheck |
| 1960–1962 | Jack Crawford    |
| 1962–1963 | Rudy Migay       |
| 1963–1968 | Joe Crozier      |
| 1968–1971 | Dick Gamble      |
| 1971–1974 | Don Cherry       |
| 1974–1976 | Dick Mattiussi   |

| Zeitraum  | Trainer          |
| --------- | ---------------- |
| 1976–1978 | Duane Rupp       |
| 1978–1979 | Pat Kelly        |
| 1979–1980 | Bill Inglis      |
| 1981–1983 | Mike Keenan      |
| 1983–1984 | Joe Crozier      |
| 1985–1990 | John Van Boxmeer |
| 1990–1992 | Don Lever        |
| 1992–1995 | John Van Boxmeer |
| 1995–1997 | John Tortorella  |

| Zeitraum  | Trainer           |
| --------- | ----------------- |
| 1997–2000 | Brian McCutcheon  |
| 2000–2008 | Randy Cunneyworth |
| 2008–2010 | Benoît Groulx     |
| 2010–2011 | Chuck Weber       |
| 2011–2013 | Ron Rolston       |
| 2013–2015 | Chadd Cassidy     |
| 2015–2016 | Randy Cunneyworth |
| 2016–2017 | Dan Lambert       |
| seit 2017 | Chris Taylor      |

### Gesperrte Trikotnummern
Folgende Trikotnummern werden von den Rochester Americans nicht mehr vergeben:
- #6 Norman „Red“ Armstrong[7]
- #9 Dick Gamble; Jody Gage